# 12. armádní sbor (rakousko-uherská armáda)
12. armádní sbor byl na přelomu 19. a 20. století vyšší vojenskou jednotkou rakousko-uherské armády s působností pro větší část Uher, respektive celé Sedmihradsko (dnes na území Rumunska). Sborové velitelství sídlilo v Sibiu (česky Sibiň, dříve německy Hermannstadt, maďarsky Nagyszeben). Za první světové války byl sbor nasazen k bojům na východní frontě.

## Historie

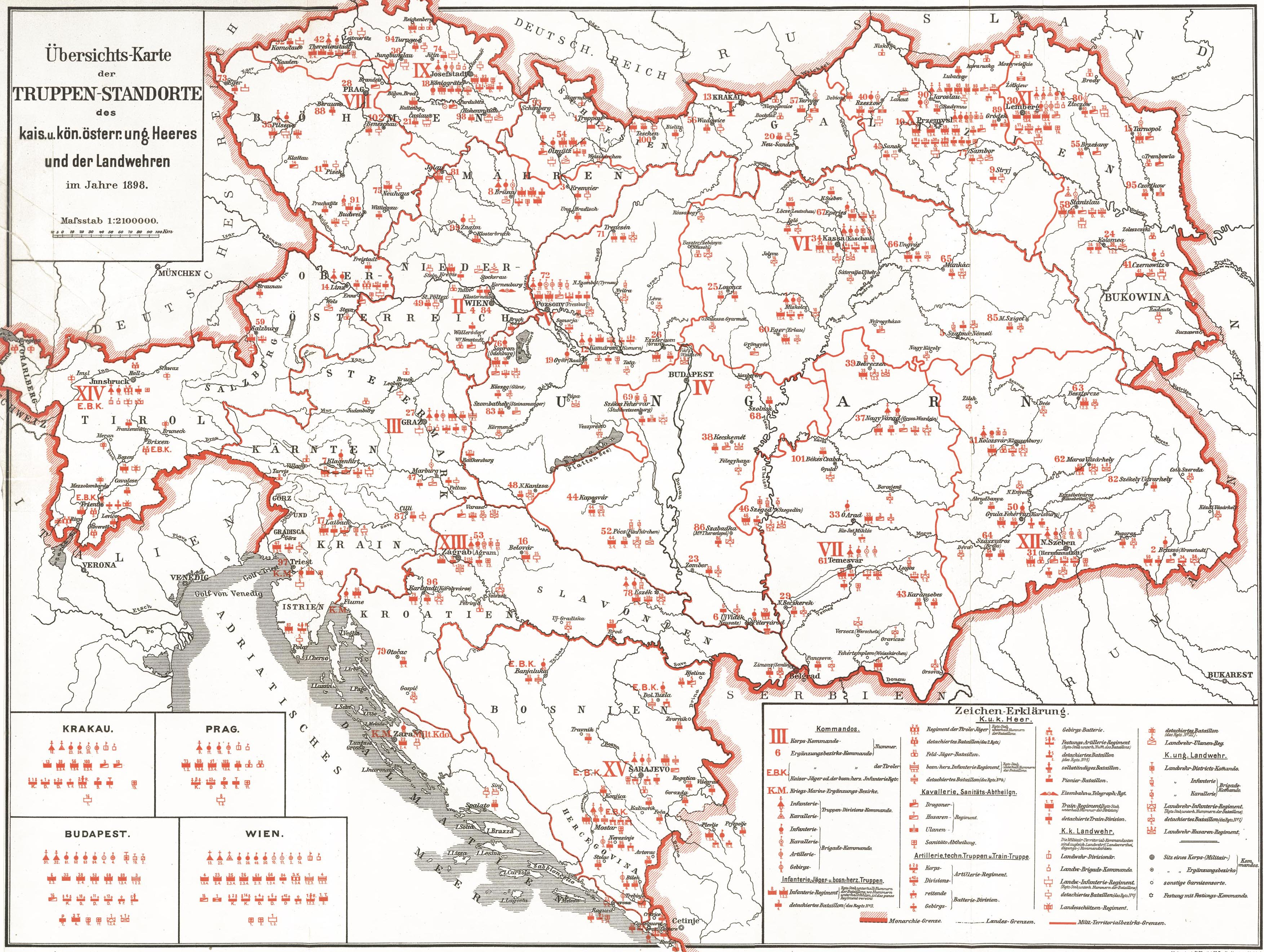
Územní rozdělní působnosti armádních sborů rakousko-uherské armády 1898

12. armádní sbor (12. Korpskommando) vznikl k datu 1. ledna 1883 reorganizací rakousko-uherské armády rozdělením dosavadních zemských velitelství pro jednotlivé korunní země. Dvanáctý armádní sbor byl umístěn v Sibiu, kde již předtím od 17. století sídlilo velitelství pro Sedmihradsko. Sborové velitelství mělo sídlo v budově postavené v roce 1900 v ulici Schewis utca 4 (dnešní Bulevardul Victoriei 8–10). V budově dnes sídlí rektorát sibiňské Univerzity Luciana Blagy. K 12. armádnímu sboru patřila 16. pěchotní divize v Sibiu a 35. pěší divize v Kluži, 12. jezdecká brigáda a 12. dělostřelecká brigáda v Sibiu. Doplňovacími okresy byly Sibiu, Brašov, Bistrița, Alba Iulia, Kluž, Târgu Mureș a Orăștie. K 12. armádnímu sboru patřily čtyři posádkové věznice (Sibiu, Kluž, Alba Iulia, Brašov), dále také sedm posádkových a útvarových nemocnic (Sibiu, Brašov, Kluž, Alba Iulia, Bistrița, Orăștie).
Za první světové války byl 12. sbor povolán na východní frontu, kde byl začleněn do armádní skupiny maršála Kövesse určené pro boje v Haliči. Na východní frontě setrvaly jednotky sboru až do konce války, v roce 1918 pod velením Rudolfa Brauna okupovaly Ukrajinu, obsadily Oděsu a pronikly až k ústí Donu. Po odchodu většiny jednotek sboru v roce 1914 na východní frontu zůstala v Sibiu menší posádka, velitelství bylo v roce 1916 přemístěno do Debrecínu. Posádkovými veliteli byli po dobu první světové války Erwin von Mattanovich, Viktor Njegovan a Theodor Hordt.

## Velitelé 12. armádního sboru
- 1883–1888 polní zbrojmistr Anton baron von Schönfeld
- 1888–1893 gemerál jezdectva Anton baron Szveteney
- 1893–1896 polní podmaršál Theodor Galgóczy von Galántha
- 1896–1905 polní zbrojmistr Emil Probszt von Ohstorff
- 1905–1911 generál jezdectva Josef Gaudernak von Kis-Demeter
- 1911–1915 generál pěchoty Hermann Kövess von Kövessháza
- 1915–1917 generál pěchoty Johann von Henriquez
- 1917–1918 polní zbrojmistr Rudolf von Braun